# Вільний поріг
47°57′08″ пн. ш. 35°06′46″ сх. д. / 47.9523525° пн. ш. 35.112741° сх. д.
Ві́льний порі́г або Гадючий, або поріг Вовчок — дев'ятий і останній з дніпровських порогів, знаходився на відстані 4,5 версти від Лишнього. Довжина — 330 сажнів. Поріг був мілководий і сильно засмічений камінням. Найнебезпечніше його місце — вузький прохід, який називали Вовче горло, між двома скелястими островами, які лежали майже посередині річки. Наближаючись до першого скелястого остова, Крячиного, течія сильно ухилялася до правого берега, огинала острів і, круто обернувши вліво, спрямовувалась в Вовче горло між островами, створюючи сильний перепад. Ось як описуваи це місце лоцмани:

| «Вовче горло — це в нас дуже страшне місце в порогах Дніпра. Щоразу, як лоцман наближається до Вовчого горла, він почуває в собі тривогу й напружує всі свої сили. Вступивши у Вовче горло, він не стоїть на однім місці, а кидається з одного краю на другий, завзято махає кулаком то на один бік, то на другий, показуючи гребцям, де саме держатись шляху, кричить скільки в нього сили, просить-молить гребців напружитись якомога дужче й не спускати плоту з правильного ходу, благає навіть саму снасть на плоту чи на судні не схибнути і видержати жорстоку боротьбу із страшною пащею. Перед тим Вовчим горлом лоцман, як у нас кажуть, згадає всіх і все: і гребочку, і дригалочку»[1]. |
Навпроти Вільного порога, з лівого боку, підходить до Дніпра Вільна балка, а з правого — Гадюча балка. Невідомо, хто в кого позичив назви: чи поріг у балок, чи балки в порога. Етнограф Дмитро Яворницький писав так:

| «Недаремне місцеві селяни звуть Вільний поріг Гадючим: тут гадюк, найбільше чорних, і в каміннях, і в балках, що підходять до порога, і в самій річці дуже багато. Особливо на лівому, дикому, безлюдному й скелястому березі Дніпра та у високому, густому очереті, що стоїть уздовж берега в воді. Вода тут така хороша, така чиста, прозора, і так вона манить до себе людину купатись, але в тій воді між очеретом так і висовуються з води чорні голівки різного гаддя»[1]. |
До радянських часів навпроти Вільного порога, на лівому березі Дніпра, був облаштований майданчик з невисокою пірамідкою, до якої було прибито чавунну дошку з такими словами:

| «Судообходный канал в днепровских порогах сооружен по повелению государя императора Николая І распоряжением главно-командующего путями сообщения й публичными зданиями генерал-ад’ютанта Клейнмихеля. Работы начати в 1843 году, окончены в 185...»[1]. |
Вільним, власне, і закінчувалися Дніпровські пороги. Нині вони затоплені водами Дніпровського водосховища. Цей поріг є єдиним, залишки якого залишилися видними над водою.